# Sông Gò Công
Sông Gò Công là một con sông nhỏ tại tỉnh Tiền Giang
Sông được bắt đầu từ một con rạch nhỏ tại huyện Gò Công Tây, chảy vào thành phố Gò Công tại địa phận phường Long Chánh, thành phố Gò Công. Từ đây sông chảy theo hướng tây bắc nhập với sông Trà và đổ ra sông Vàm Cỏ
Sông có chiều dài khoảng 12 km, chảy chủ yếu ở khu vực ngoại thị của thành phố Gò Công.